# Dowody z Księgi
Dowody z Księgi to książka z dowodami matematycznymi napisana przez Martina Aignera i Güntera M. Zieglera. Jest dedykowana matematykowi Paulowi Erdősowi, który często odwoływał się do "Książki", w której Bóg trzyma wszystkie najelegantsze dowody twierdzeń matematycznych. Podczas wykładu w 1985 roku Erdős powiedział: "You don't have to believe in God, but you should believe in The Book." ("Nie musisz wierzyć w Boga, ale powinieneś wierzyć w Księgę.")
Dowody z Księgi zawiera 32 różne dowody twierdzeń z różnych dziedzin matematyki: teorii liczb, geometrii, analizy, kombinatoryki i teorii grafów. Erdős sam dołożył wiele sugestii do książki, ale zmarł przed jej publikacją. Książka została zilustrowana przez Karla H. Hofmanna.
Aigner, M., Ziegler, G.M., Hofmann, K.H.; Proofs from THE BOOK (3/e). Springer, 2004. ISBN 3-540-40460-0.

## Wydania
- Wyd. I: Springer, 1998. ISBN 3-540-67865-4
- Wyd. II: Springer, 2001. ISBN 3-540-63698-6
- Wyd. III: Springer 2004. ISBN 3-540-40460-0
- Wydanie polskie: Dowody z księgi tłum. P. Strzelecki, PWN 2002, ISBN 83-01-13722-3